# 장진성
장진성은 대한민국으로 망명하여 활동중인 북한 출신의 작가이다. 조선중앙방송위원회 TV총국 문예부 기자, 북한노동당 통일전선부 101연락소에서 근무하다 2004년 망명, 2011년까지 국정원 산하 국가안보전략연구원 선임연구원으로 근무, 이후 대북전문매체 뉴포커스 발행, 장진성은 2008년 시집 '내 딸을 백원에 팝니다'로 이름을 처음 알렸고, 이어 서사시 '김정일의 마지막 여자' 등 5편의 책 발간, 해외에 잘 알려진 그의 대표작으로는 2015년 랜덤하우스에서 출간한 '경애하는 지도자에게'이다. 세계 32개 민족어로도 번역 출간된 그의 대표작으로, 이를 계기로 장진성은 영국 더 타임즈 표지모델로, CNN 간판 아나운서인 크리스티안 아만푸어 뉴스쇼에 한국인으로서는 가수 싸이에 이어 두 번째로 초대 받기도 했다.

## 같이 보기
- 통일전선부